# Praia da Pedra do Ouro
A Praia da Pedra do Ouro, é uma praia da zona Oeste de Portugal.
Parte integrante do concelho português de Alcobaça, e da União das Freguesias de Pataias e Martingança, localiza-se numa saída da Estrada Atlântica entre Pataias e São Pedro de Moel. Tem alguns condomínios e algumas moradias. Tem também uma urbanização com construções recentes e modernas, além de ser um lugar bastante tranquilo, com uma praia que não costuma ter muita gente.